# Helsinki Domkirke
Helsinki Domkirke (finsk: Helsingin tuomiokirkko; svensk: Helsingfors domkyrka), også kaldet Storkirken (finsk: Suurkirkko; svensk: Storkyrkan), er den evangelisk-lutherske domkirke i Helsinki Stift. Kirken ligger i bydelen Kruununhaka (svensk: Kronohagen) i Helsinki, Finland. Den blev opført i perioden 1830-52 til ære for Finlands storhertug, zar Nikolaj 1. af Rusland. Kirken hed Skt. Nikolajs Kirke indtil Finlands uafhængighed i 1917.

## Beskrivelse
Storkirken dominerer bybilledet i Helsinki med sin høje, grønne kuppel og fire mindre kupler. Kirken er tegnet af Carl Ludvig Engel i nyklassicistisk stil. Den er Senatstorvets fokuspunkt og omgivet af andre, mindre bygninger, der også er tegnet af Engel.
Storkirkens grundplan er formet som et græsk kors. De fire ens facader består alle af en kolonnade og en fronton. Engel havde oprindeligt tænkt sig at markere den vestlige hovedindgang med endnu en kolonnade, men den blev aldrig opført.

## Historie
Der lå allerede en kirke på det sted, hvor Storkirken senere blev opført. Ulrika Eleonora Kirke, dedikeret til Sveriges dronning Ulrika Eleonora, måtte derfor rives ned inden byggeriet kunne påbegyndes. Helsinkis Gammelkirke blev opført som erstatning for denne kirke i perioden 1824-26.
Storkirkens design blev ændret af Engels efterfølger, Ernst Lohrmann. Han tilføjede de fire småkupler for at fremhæve Storkirkens arkitektoniske inspirationskilde, Isak-katedralen i Skt. Petersborg. Lohrmann tilføjede også de to fritstående klokketårne samt de tolv zinkstatuer af apostlene, som pryder frontonerne. Altertavlen af Carl Timoleon von Neff var en gave fra zar Nikolaj 1. Domkirkens krypt blev i 1980'erne renoveret af arkitekterne Vilhelm Helander og Juha Leiviskä. Vilhelm Helander stod også for renoveringen af selve kirkebygningen i 1990’erne.
Storkirken er i dag en af Helsinkis største turistattraktioner. Den besøges årligt af ca. 500.000 gæster, hvoraf ca. halvdelen er udenlandske turister.

## I populærkulturen
Åbningssekvensen i musikvideoen til Darudes "Sandstorm" udspiller sig foran Storkirken på Senatstorvet.